# Rozsdástorkú partfutó
A rozsdástorkú partfutó (Calidris ruficollis) a madarak (Aves) osztályának lilealakúak (Charadriiformes) rendjébe, ezen belül a szalonkafélék (Scolopacidae) családjába tartozó faj.

## Rendszerezése
A fajt Peter Simon Pallas német zoológus és botanikus  írta le 1776-ban, a Tringa  nembe Trynga ruficollis néven.

## Előfordulása
Az Eurázsia északi részén költ, telelni Ázsia déli részére, Ausztráliába és Új-Zélandra vonul.  Kóborlásai során eljut Európába, Afrikába és Észak-Amerikában is.

### Kárpát-medencei előfordulása
Magyarországon egyszer, 1997. május 20. Dunatetétlenen észlelték, de jelenléte még megerősítésre szorul.

## Megjelenése
Testhossza 13–16 centiméter, szárny fesztávolsága 29–33, testtömege 18–51 gramm.
|  |

## Életmódja
Bogarakkal, rovarlárvákkal, hártyásszárnyúakkal és apró magvakkal táplálkozik.